# Cetatea dacică Costești-Blidaru
Cetatea dacică Costești - Blidaru este una dintre cele șase fortărețe dacice din Munții Orăștiei care fac parte din patrimoniul mondial UNESCO din România. Cetatea a fost construită în secolul I î.Hr. cu scop de protecție împotriva cuceririi romane. Se găsește lângă satul Costești, comuna Orăștioara de Sus din județul Hunedoara.
Situată pe culmea Blidarului (750 m), este cel mai puternic complex fortificat din această zonă, fiind întins pe un platou de aproape 6000 mp. Străjuind malul stâng al apei Grădiștei, la fel ca și cetatea Costești, fortificația de la Blidaru cuprinde de fapt două incinte, unite între ele, având împreună șase turnuri puternice.
Prima cetate, ce ocupă platoul superior al dealului, are o formă trapezoidală, fiind prevăzută cu patru turnuri exterioare, plasate pe colțuri. Potrivit unei ingenioase rigori de arhitectonică militară, intrarea se făcea prin turnul I, astfel conceput încât să împiedice desfășurarea forțelor inamicului, silindu-l să cotească spre dreapta și să-și expună flancul loviturilor. În interior se păstrează urmele unui turn-locuință.
Cetatea a doua a fost construită la vest de prima, având forma pentagonală  și între ele existând o mică diferență de nivel. Latura răsăritenă era comună la ambele.
Datarea cetății s-a făcut după perioadele de construcție, prima cetate s se estimează a fi construită la sfârșitul sau după domnia lui Burebista, iar a doua , extinderea , la sfârșitul sec. I d.Hr.

## Imagini

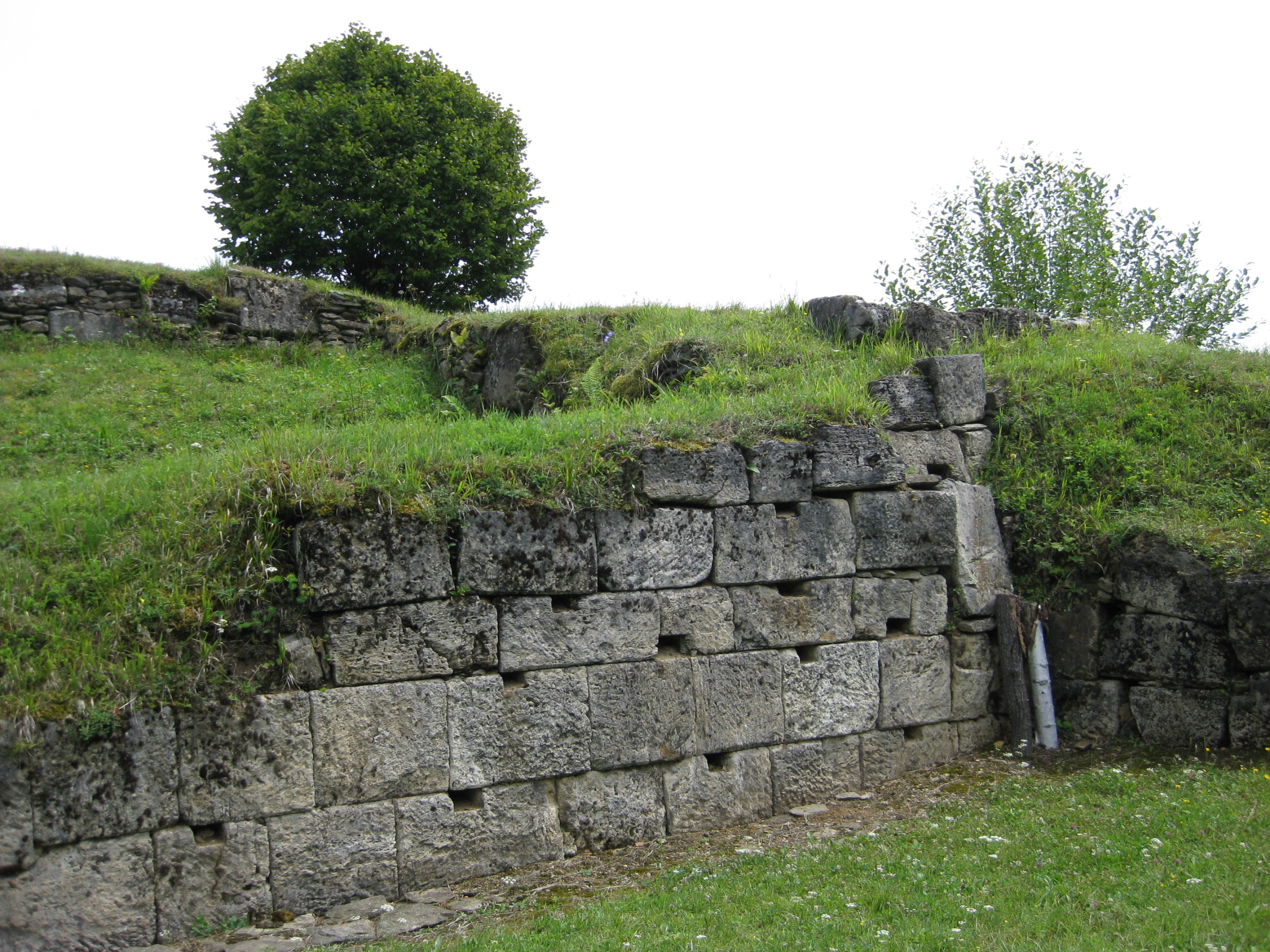
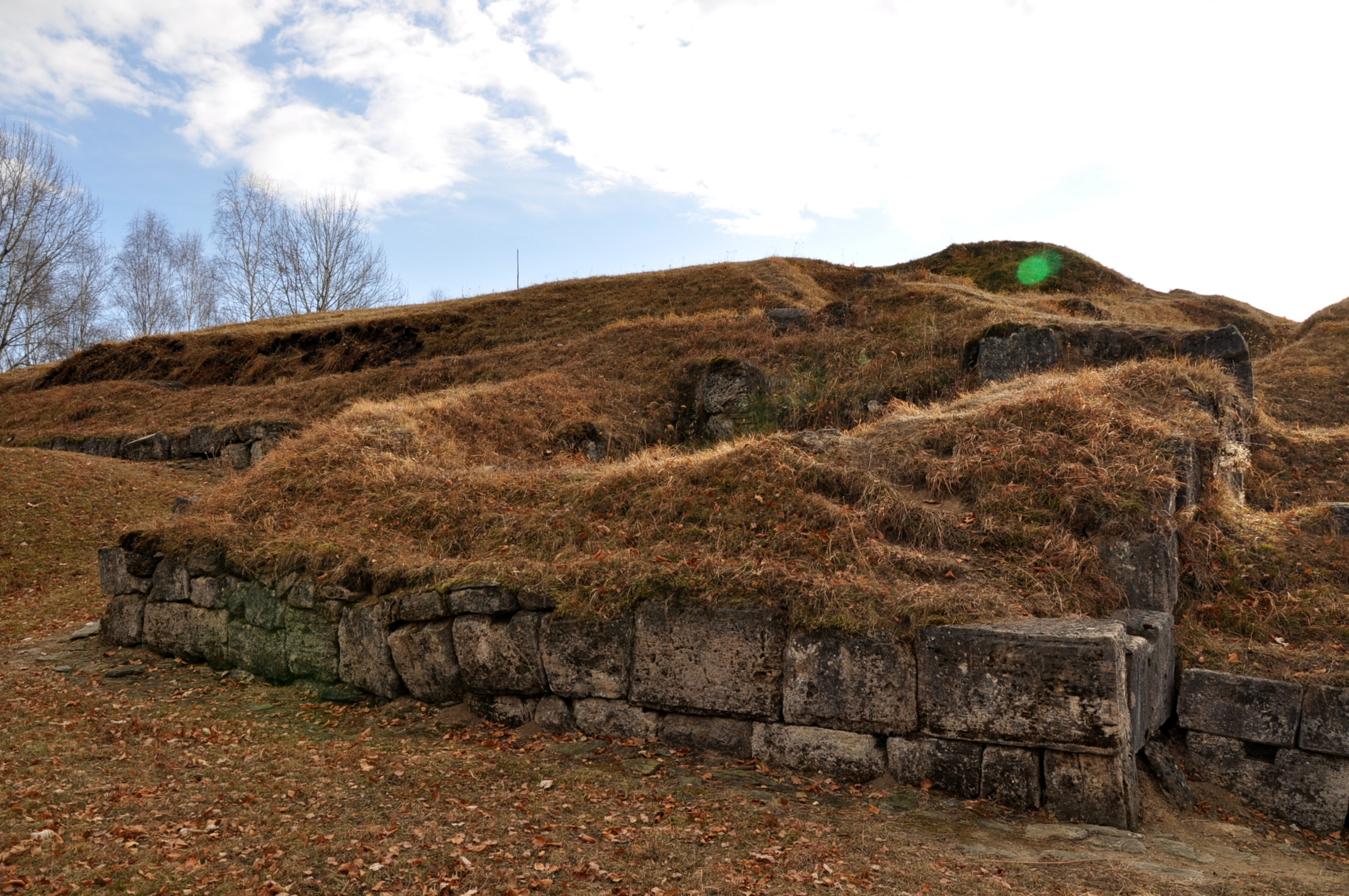
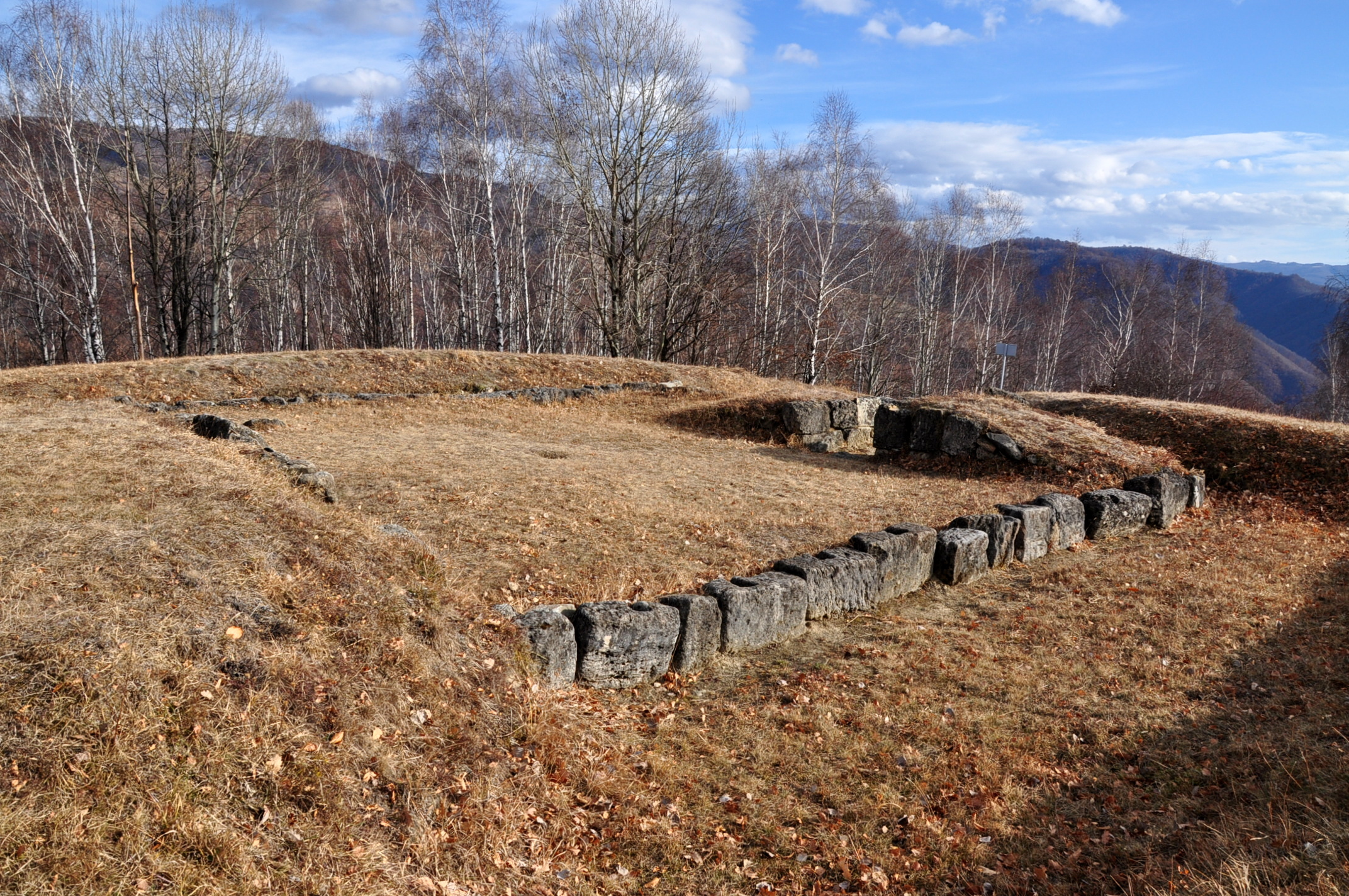